# 瓦西麗莎·沃洛霍娃

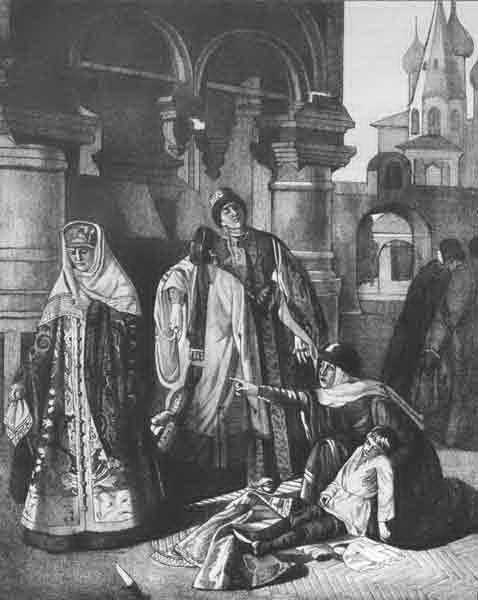
帕維爾·普利沙那夫《謀殺德米特里·伊萬諾維奇》（1890年），圖中最左邊的女人就是瓦西麗莎·沃洛霍娃

瓦西麗莎·沃洛霍娃（俄语：Василиса Волохова）是俄羅斯女貴族與朝臣，也是伊凡四世最小的兒子烏格里奇的德米特里的家庭教師和護士，據說在1591年，她參與了謀殺這位小王子的行動。在《新紀事》中，她的名字被錯誤的稱呼為（瑪麗亞）。
根據羅曼諾夫王朝的官方紀錄，在1591年5月15日，瓦西麗莎·沃洛霍娃和他的兒子奧西普·沃洛霍娃（Осипа Волохова）受覬覦沙皇王位的鮑里斯·戈東諾夫指使，將刺客引入院子；幾位19世紀的歷史學家如尼古拉·米哈伊洛维奇·卡拉姆津和瓦西里·奥西波维奇·克柳切夫斯基等人支持這種說法。但反對者指出：德米特里是伊凡四世第六次（或第八次）婚姻中誕生的兒子，根據教規，俄羅斯東正教最多只合法認可三次婚姻，德米特里屬於私生子而無王位繼承權，因此戈東諾夫應沒有害人的動機。